# Lista de dessecantes
Um dessecante é uma substância que absorve água e outros solventes específicos. É mais comumente usado para remover umidade que normalmente degrada ou pode destruir produtos, ou ainda, que seja inadequada em determinadas análises químicas e aplicações industriais e laboratoriais.

## Lista de dessecantes
- Alumina ativada
- Aerogel
- Benzofenona
- Bentonita
- Cloreto de cálcio
- Hidreto de cálcio
- Sulfato de cálcio
- Sulfato de cobre (II)
- Cloreto de lítio
- Hidreto de lítio
- Brometo de lítio
- Magnésio
- Sulfato de magnésio
- Peneiras moleculares
- NaK, uma liga sódio-potássio
- Pentóxido de fósforo
- Potássio
- Carbonato de potássio
- Sílica gel
- Sódio
- Clorato de sódio
- Hidróxido de sódio
- Sulfato de sódio
- Sódio-benzofenona